# Kasteel Eikenlust
Kasteel Eikenlust (ook gespeld als: Eyckenlust), is een kasteel in de buurt van het dorp Beek en Donk in de Nederlandse provincie Noord-Brabant. Het kasteel is verbonden geweest met de heerlijkheid Beek en Donk. 

## Ligging
Het kasteel bevindt zich in het dal van de Aa en is tegenwoordig van de kern van Beek gescheiden door de Zuid-Willemsvaart.

## Geschiedenis
In 1643 werd de heerlijkheid verkocht door koning Filips IV van Spanje. De koper was Jan Baptista van Elen. In 1646 werd de heerlijkheid verkocht aan Philips van Leefdael. Deze stierf in 1681, waarna zijn zoon Johan Philips van Leefdael de heerlijkheid erfde. In 1711 kwam de heerlijkheid in handen van de markies van Asse, Jean de Coutereau, die gehuwd was met Johan Filips' dochter, Cornelia Johanna van Leefdael. In 1730 stierf Jean en Cornelia verkocht in 1734 de heerlijkheid aan Johan Peter van Raesfeldt. Deze verkocht de heerlijkheid in 1745 op zijn beurt aan Gisbert de Jong. In 1794, bij diens dood, kwam de heerlijkheid aan Benjamin de Jong. Deze had twee kinderen: Johan de Jong (overleden in 1846) en Gerrit de Jong. Het landgoed werd tussen beiden verdeeld, maar in 1809 kreeg Johan ook Gerrits deel. Na de Franse tijd werden de bestuurlijke rechten van de heerlijkheid afgeschaft. Nog tot 1923 bleven rechten als het jachtrecht bestaan.
Een der latere bewoners, jhr. Jan Olphert de Jong van Beek en Donk (1863-1935), is gouverneur van Curaçao geweest. Hij was gehuwd met jkvr. Elisabeth Maria Stern. Het kasteel is nog steeds in het bezit van de familie De Jong, waarvan een tak in de Nederlandse adel is verheven en de naam de Jong van Beek en Donk voert.

## Het gebouw
Het oudste nog bestaande deel is het poortgebouw. Dit stamt uit omstreeks 1500. Het heeft een natuurstenen toegangspoort en een torentje. De rest van het kasteel is regelmatig verbouwd. Een steen met het jaartal 1658 duidt vermoedelijk het jaar aan waarin het is herbouwd. Of een eerder kasteel verwoest is tijdens de Tachtigjarige Oorlog is niet bekend. In 1812 werd een groot deel van het kasteel gesloopt en vernieuwd, terwijl ook in 1870 ingrijpende verbouwingen hebben plaatsgehad. In 1978 werd het gebouw gerestaureerd. Het kasteel is binnen een gracht gelegen.

## Het landgoed
Het kasteel ligt aan de Aa. De paden op het 61 ha grote landgoed zijn vrij toegankelijk, alleen de directe omgeving van het kasteel is dat niet. Het landgoed bestaat voor een deel uit bos (hoofdzakelijk populieren) en enkele boerderijen.
Aldendriel · Asten · Barendonk · De Blauwe Kamer · Blokhuis te Leensel · Blokhuis te Liessel · Blokhuis op Ter Vloet · Bokhoven · Bouvigne · Bronkhorst · Boxmeer · Breda · Kasteel Croy · Cranendonck · De Donk (Someren) · Dommelrode · Dussen · Eckart · Eikenlust · Emmaus · Eymerick · Frisselstein · Gageldonk · Geldrop · Gemert · Groot Kasteel · Klein Kasteel · Groenendaal · De Hattert · Heeswijk · Heeze · Helmond · Henkenshage · Hooghuis op de Schouw · De Laar · Loon op Zand · Markiezenhof · Het Makken · Maurick · Meeuwen · Mierlo · Muggenheuvel · Nemerlaer · Nieuw-Herlaar · Nieuwenroy · Oijen · Onsenoort · Het Oortje · Oud Beijsterveld · Oud-Herlaar · 't Oude Huys · Rijswijk · Seldensate · Slotjes van Oosterhout · Soeterbeek · Stakenborch · Stapelen · Strijdhoef · Strijen · Tilburg · Paleis-Raadhuis · Tongelaar · Walstein · Wamberg · Het Witte Kasteel · Wouw · Zuidewijn · Zwijnsbergen